# جون أ. براينت
جون أ. براينت (بالإنجليزية: John A. Bryant)‏ هو رائد أعمال أسترالي، ولد في 1965 في بريزبان في أستراليا.